# Eliurus danieli
Eliurus danieli — вид гризунів родини Незомієві (Nesomyidae). Вид названий на честь професора Даніеля Ракотондравоні — важливого Мадагаскарського зоолога.

## Опис
Верхня частина тіла сіра, нижня брудно-біла. Хвіст тонкий і значною мірою білий, з чорним волоссям в середній частині і широкою білою «китицею» довгого волосся на кінці. Довжина голови й тіла від 150 до 152 мм, довжина хвоста від 179 до 195 мм, довжина задніх ступнів від 30 до 32 мм, довжина вух від 26 до 28 мм, а вага від 91 до 100 г.

## Поширення
Вид знайдений в провінції Мадагаскару Фіанаранцуа. Відомо тільки з англ. Isalo National Park в південно-центральному Мадагаскарі. Зібраний на 650–700 м над рівнем моря. Цей вид, принаймні, у відомій частині ареалу наземний і живе за межами лісових масивів.

## Загрози та охорона
Нині всі відомі екземпляри цього зовсім недавно описаного виду записані з Національного Парку Ізало. Ймовірно, загроз нема для цього виду, але необхідна подальша робота обстеження.